# Вязовёнка (Липецкая область)
Вязовёнка — деревня Березовского сельсовета Данковского района Липецкой области.

## История
В описании Данковского уезда 1771 г. отмечается, что рядом с селом Балевинки была крепостная деревня Везовская, насчитывавшая 17 дворов. Она соответствует нынешней Вязовенке.

### Название
Название — по вязкому, тонкому грунту.

## Население
По данным всероссийской переписи за 2010 год население деревни отсутствует.